# 英平村
英平村，是中国福建省宁德市福安市下白石镇下辖的行政村，本名顶头村，为纪念中共革命烈士阮英平而改为现名。今福安市顶头村由藤江村改为现名，而不是原来的顶头村。
村内建有阮英平纪念室、红军亭、英平楼等纪念建筑。